# Grimirg
Grimirg ist eine 2015 gegründete Funeral-Doom-Band.

## Geschichte
Der Musiker Aki „Grim666“ Klemm, der mit Gruppen des Depressive Black Metal, wie Kalmankantaja, des National Socialist Black Metal, wie Order of the White Hand, und des Black Metal, wie Lathspell, bereits seit Jahren aktiv war, und mit Patologian Laboratorio Productions ein eigenes Label und Tonstudio betrieb, initiierte Grimirg 2015 als Soloprojekt. Entsprechend debütierte Grimirg mit dem Album MMXV-I über Patologian Laboratorio Productions. Für spätere Veröffentlichungen von Grimirg kooperierte Klemm auch mit GS Productions.
Die Veröffentlichungen erfuhren durchschnittliche bis positive Resonanz. Bemängelt wurde das generische Songwriting und die transportierte Atmosphäre. Eben diese Atmosphäre wurde an anderer Stelle als besonders Eindrucksvoll gelobt. Zugleich wurde das generisch und repetitive Spiel als essentielle Verkörperung des Genres gelobt. Insbesondere das Debüt wurde international wahrgenommen. Spätere Veröffentlichungen wie Night Be My Grave und Pioneer Anomaly blieben weniger beachtet. Dennoch wurde Grimirg in Genredarstellungen, wie jener von Strombringer.at, und Berichten über neue Veröffentlichungen, wie durch No Clean Singing, gelegentlich lobend erwähnt.

## Stil
Die von Grimirg gespielte Musik wird als „eine Funeral-Doom-Ambient-Mischung“ bezeichnet. Atmosphärisch variiere Grimirg „zwischen tragischer Epik und flehender Traurigkeit“. Indes das Songwriting „sehr von repetitiven Mustern bestimmt“ sei wirke das gutturale Growling wie ein „[e]twas hohl klingender Gurgelröchelgesang“. Gelegentlich wird diesem Gesang hell klingender klar dargebrachter Frauengesang gegenübergestellt, wodurch die Musik mit Vertretern des Gothic Metal, wie Theatre of Tragedy, assoziiert wird, dabei jedoch „weit weniger vergnüglich“ erscheine.
Als weitere Vergleichsgrößen werden vornehmlich Interpreten des Funeral Doom bemüht. So wird Grimirg in Relation zu Ahab, Urna, Abstract Spirit, Until Death Overtakes Me, Sigihl und Lustere gesetzt.

„Ethereal, melodic Finnish blackened funeral doom. The heaviness of the slo-mo power chords, minimalistic drums, and drawn-out growls is offset by the constant chiming of weightless synths and at times, angelic singing that reminds me of Lethian Dreams.“

„Ätherisch und melodischer finnischer blackened Funeral Doom. Die Schwere der Slo-Mo-Powerchords, minimalistisches Schlagzeugspiel und langgezogenes Growling wird durch die anhaltend schwerelose klingenden Synthesizer und manchmal durch ein Angelic-Singing ausgeglichen, das […] an Lethian Dreams erinnert.“

## Diskografie
- 2015: MMXV-I (Album, Patologian Laboratorio Productions)
- 2015: Pioneer Anomaly (Album, Patologian Laboratorio Productions)
- 2016: Night Be My Grave (Album, GS Productions)
- 2017: Mother of Misery (Download-EP, Selbstverlag)
- 2019: Love Died at Nightfall (Download-Single, Selbstverlag)
- 2020: From the Barren Womb of Night (Album, GS Productions)
- 2021: Torn in the Winds of Fall (Download-Single, Selbstverlag)